# Liste de ballets
Cet article contient une liste des ballets ayant un article dans Wikipédia en français.
- Haut – A
- B
- C
- D
- E
- F
- G
- H
- I
- J
- K
- L
- M
- N
- O
- P
- Q
- R
- S
- T
- U
- V
- W
- X
- Y
- Z

## A

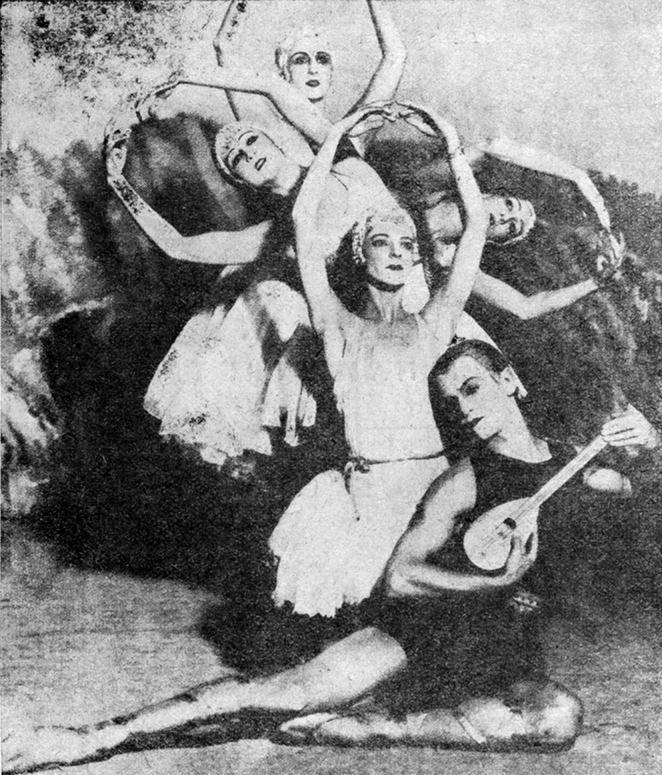
Apollon musagète

- A Midsummer Night's Dream, Felix Mendelssohn, 1964
- Adèle de Ponthieu, Joseph Starzer, 1773
- Afternoon of a Faun, Claude Debussy, 1953
- Agamemnon vengé, Franz Aspelmayr, 1772
- L'Âge d'or, Dmitri Chostakovitch, 1930
- Agon, Igor Stravinsky, 1957
- Alexandre et Campaspe de Larisse, Franz Aspelmayr, 1772
- L'Amour sorcier, Manuel de Falla, 1915
- Les Amours de Mars et de Vénus, John Weaver, 1717
- Les Animaux modèles, Francis Poulenc, 1942
- Apollon musagète, Igor Stravinsky, 1928
- Appalachian Spring, Aaron Copland, 1944
- L'Amour sorcier, Manuel de Falla, 1915
- L'Après-midi d'un faune, Claude Debussy, 1912
- Asch, Serge Biran et Christian Copin, 1980
- Les Aventures de Pélée, Léon Minkus, 1878

## B

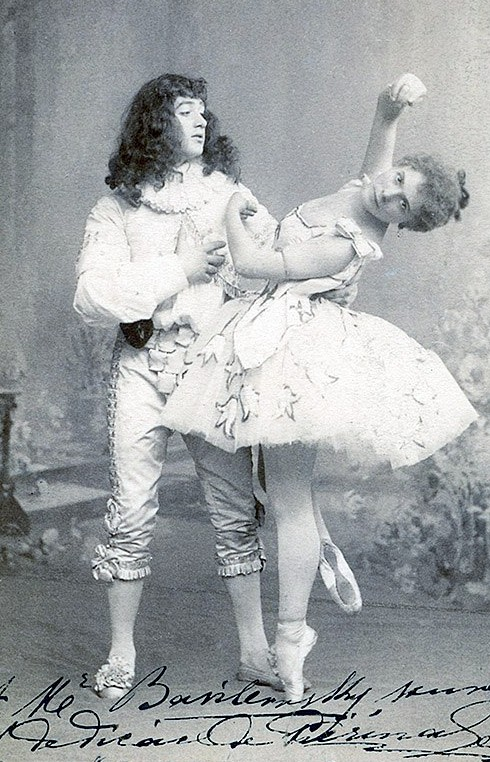
Serge Legat et Pierina Legnani dans Barbe-Bleue.

- Bacchus et Ariane, Albert Roussel 1931
- Le Baiser de la fée, Igor Stravinsky 1928
- Ballet comique de la reine, Jacques Salmon et Girard de Beaulieu, 1581
- Ballet impérial, Piotr Ilitch Tchaïkovski, 1841
- Ballet triadique, Paul Hindemith, 1922
- Il ballo delle ingrate, Claudio Monteverdi, 1608
- Barbe-Bleue, Peter Schenck, 1896
- La Bayadère, Léon Minkus, 1877
- La Belle au bois dormant, Piotr Ilitch Tchaïkovski, 1890
- Les Biches, Francis Poulenc, 1924
- Billy the Kid, Aaron Copland, 1938
- Blanche Neige, Gustav Mahler, 2008
- Le Bœuf sur le toit, Darius Milhaud, 1920
- La Boîte à joujoux, Claude Debussy, 1919
- Boléro, Maurice Ravel, 1928
- La Boutique fantasque, Ottorino Respighi, 1919

## C

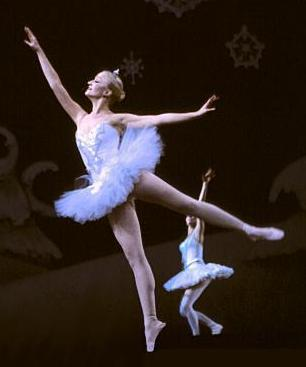
Casse-Noisette

- Les Caprices du papillon, Nikolaï Krotkov, 1889
- Carmen, Georges Bizet, 1949
- Carmen Suite, Rodion Chtchedrine d'après Georges Bizet, 1967
- Le Carnaval de Venise, Louis de Persuis et Rodolphe Kreutzer, 1816
- Casse-Noisette, Piotr Ilitch Tchaïkovski, 1892
- Catarina ou la Fille du bandit, Cesare Pugni, 1846
- Cendrillon, Boris von Vietinghoff-Scheel, 1893
- Cendrillon, Sergueï Prokofiev, 1945
- Céphale et Procris, André Grétry, 1773
- Le Chant du rossignol, Igor Stravinsky, 1920
- La Chauve-souris, Johann Strauss II, 1979
- Checkmate, Arthur Bliss, 1937
- Chout, Sergueï Prokofiev, 1921
- Circus Polka, Igor Stravinsky, 1942
- The Concert (or The Peril of Everybody), Frédéric Chopin, 1956
- Coppélia, Léo Delibes, 1870
- Le Corsaire, Adolphe Adam, 1856
- La Création du monde, Darius Milhaud, 1923
- Les Créatures de Prométhée, Ludwig van Beethoven, 1801
- Cydalise et le Chèvre-pied, Gabriel Pierné, 1924

## D

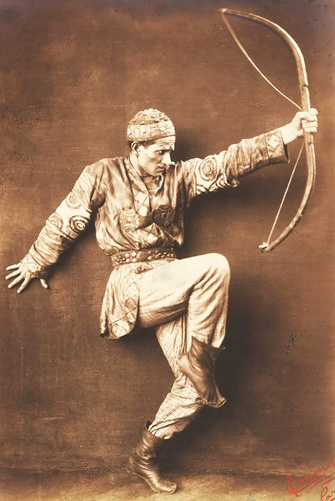
Adolph Bolm dans les Danses polovtsiennes.

- Le Dahlia bleu, Cesare Pugni, 1860
- Danses concertantes, Igor Stravinsky, 1944
- Les Danses polovtsiennes, Alexandre Borodine, 1909
- La Dansomanie, Étienne Nicolas Méhul, 1800
- Daphnis et Chloé, Maurice Ravel, 1912
- Le Diable à quatre, Adolphe Adam, 1845
- Le Diable boiteux, Casimir Gide, 1836
- Le Dieu bleu, Reynaldo Hahn, 1912
- Don Quichotte, Léon Minkus, 1869
- Le donne de buon umore, Domenico Scarlatti, 1917
- Drumming, Steve Reich, 1998
- Dybbuk, Leonard Bernstein, 1974

## E
- Les Enfants du paradis, Marc-Olivier Dupin, 2008
- La Esmeralda, Cesare Pugni, 1844
- Estancia, Alberto Ginastera, 1952
- Excelsior, Romualdo Marenco, 1881

## F
- Faust

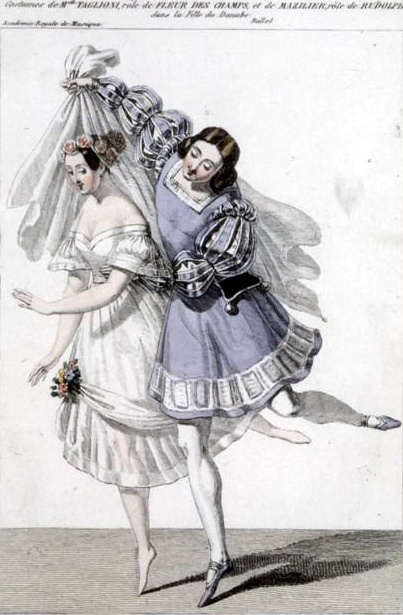
Marie Taglioni et Joseph Mazilier dans La Fille du Danube.

- Le Festin de l'araignée, Albert Roussel, 1912
- Les Fêtes chinoises, Jean-Philippe Rameau, 1754
- Les Fêtes de Ramire, Jean-Philippe Rameau, 1745
- Fiammetta, Léon Minkus, 1863
- La Fille de marbre, Cesare Pugni, 1847
- La Fille du Danube, Adolphe Adam, 1836
- La Fille du pharaon, Cesare Pugni, 1862
- La Fille mal gardée, Ferdinand Hérold, 1828
- Le Fils prodigue, Sergueï Prokofiev, 1929
- La Fin du jour, Maurice Ravel, 1979
- Flammes de Paris, Boris Assafiev, 1932
- La Fleur de pierre, Sergueï Prokofiev, 1954
- Flore et Zéphire, Cesare Bossi, 1796
- La Fontaine de Bakhtchissaraï, Boris Assafiev, 1934
- La Fontaine de jouvence, Jean-Joseph Vadé, 1754
- Les Forains, Henri Sauguet, 1945
- La Forêt enchantée, Riccardo Drigo, 1887
- The Four Temperaments, Paul Hindemith, 1946
- Franca Florio, regina di Palermo, Lorenzo Ferrero, 2007

## G

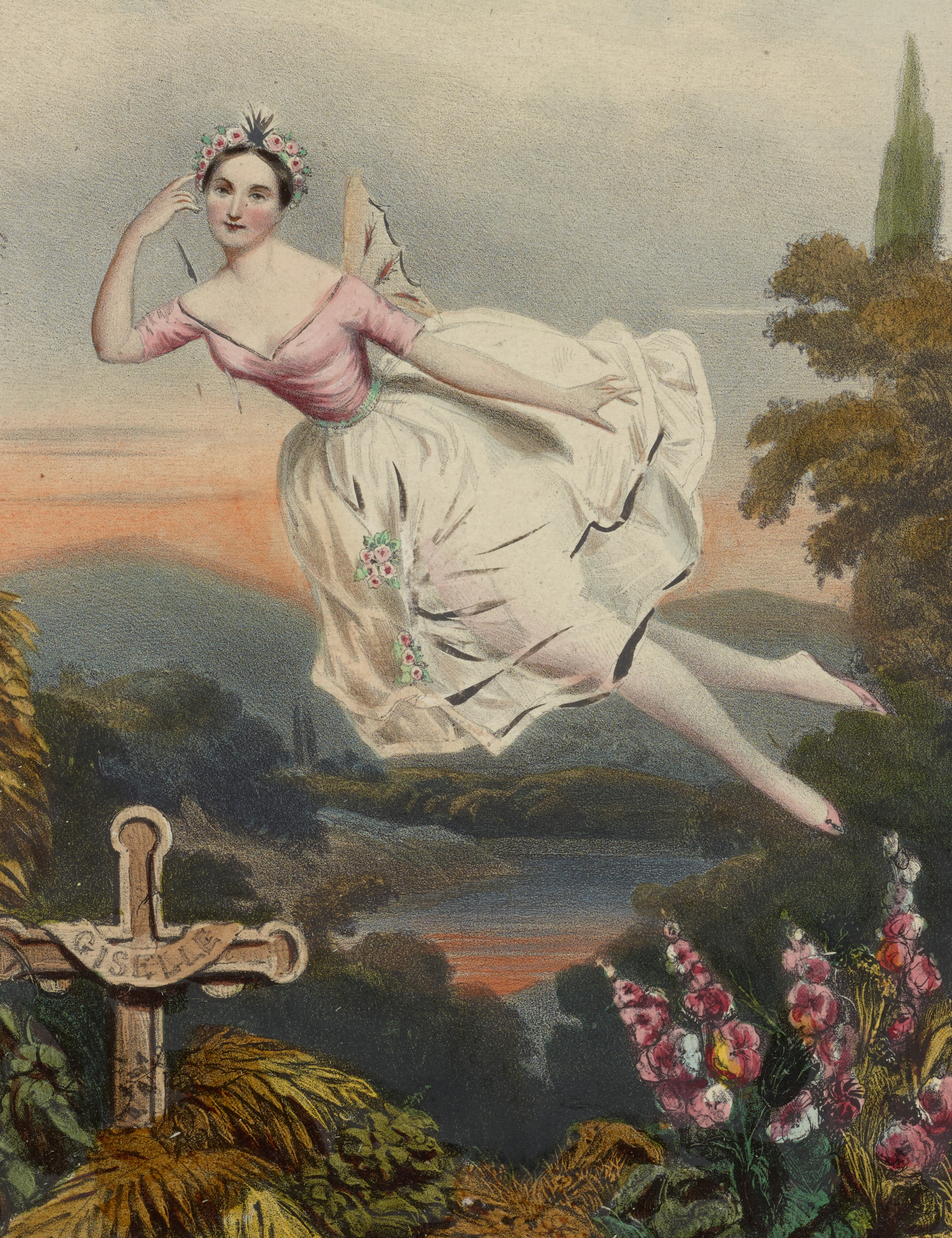
Carlotta Grisi dans Giselle

- Gayaneh, Aram Khatchatourian, 1942
- Giselle, Adolphe Adam, 1841

## H
- La Halte de cavalerie, Johann Armsheimer, 1896
- L'Homme et son désir, Darius Milhaud, 1918
- Les Horaces et les Curiaces, Joseph Starzer, 1772

## I
- Images, Gabriel Pierné, 1935
- The Incredible Flutist, Walter Piston, 1938

## J
- Jack in the Box, Erik Satie, 1926
- Jason et Médée, Jean-Joseph Rodolphe, 1763
- Jeu de cartes, Igor Stravinsky, 1937
- Le Jeune Homme et la Mort, Jean-Sébastien Bach, 1946
- Jeux, Claude Debussy, 1913
- Jewels, Gabriel Fauré, Igor Stravinsky, et Piotr Ilitch Tchaïkovski, 1967
- Job: A Masque for Dancing, Ralph Vaughan Williams, 1931
- Jocko ou le Singe du Brésil, Alexandre Piccinni, 1825
- Le Jugement de Pâris, Cesare Pugni, 1846

## K
- Khamma, Claude Debussy, 1947

## L

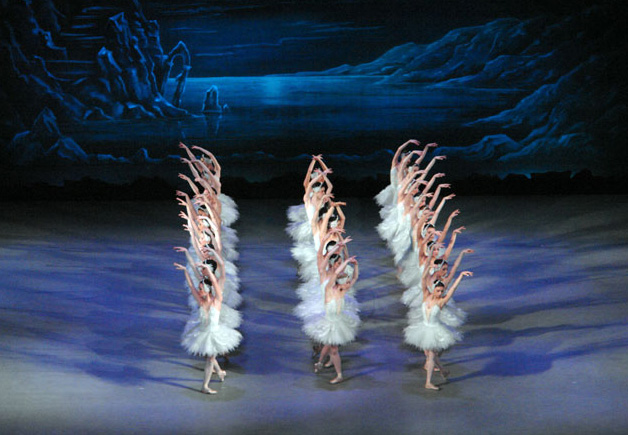
Le Lac des cygnes, La "Valse des cygnes"

- Le Lac des cygnes, Piotr Ilitch Tchaïkovski, 1877
- La Laitière suisse, Adalbert Gyrowetz, 1821
- Lamentation, Zoltán Kodály, 1930
- Légende d'amour, Arif Melikov, 1961

## M

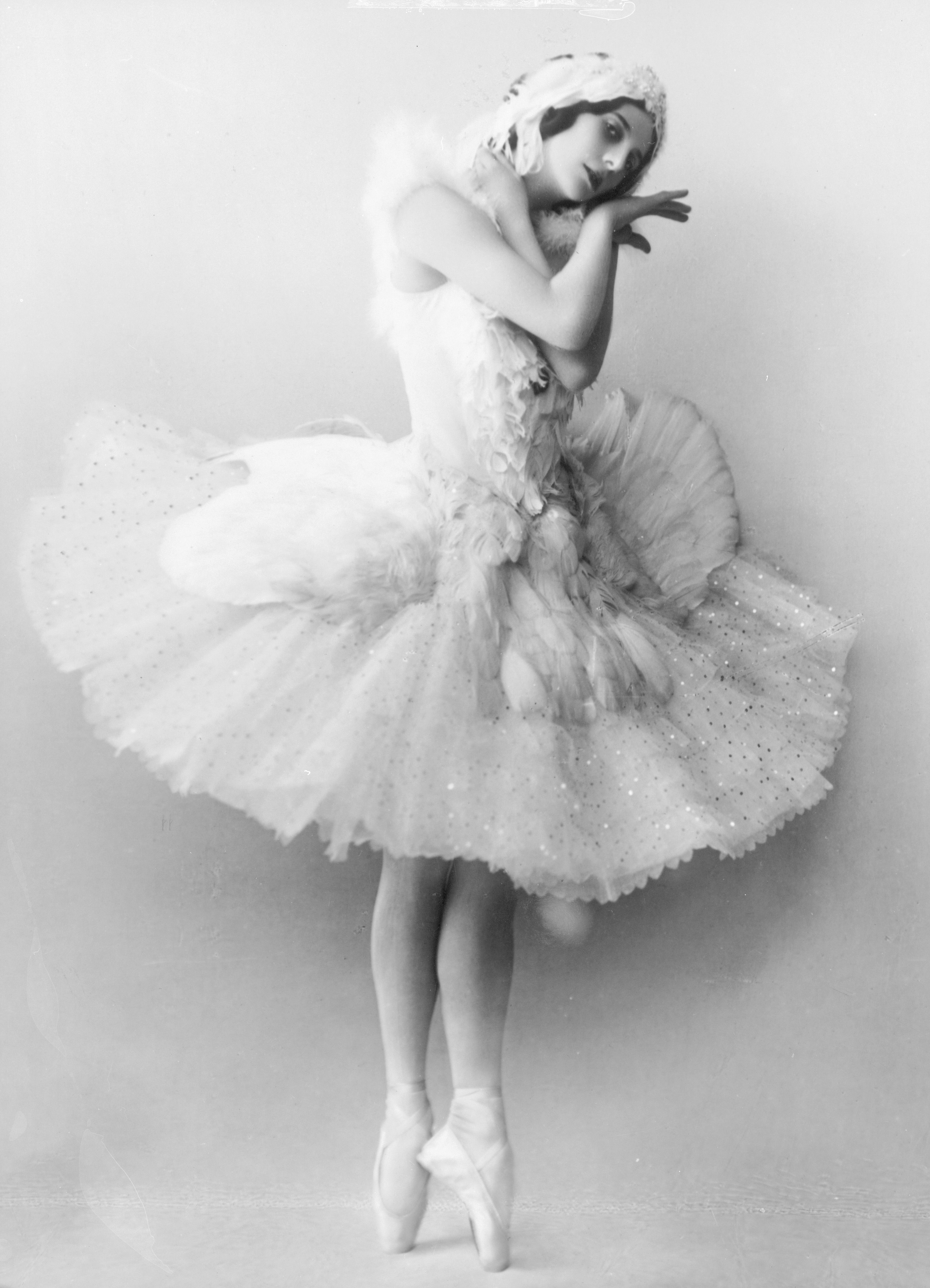
Anna Pavlova dans La Mort du cygne

- Le Mandarin merveilleux, Béla Bartók, 1926
- Manon Lescaut, Fromental Halévy, 1830
- Le Marchand d'oiseaux, Germaine Tailleferre, 1923
- Le Marché de Paris, Cesare Pugni, 1859
- Marco Spada, Daniel-François-Esprit Auber, 1852
- Les Mariés de la tour Eiffel, Georges Auric, Arthur Honegger, Darius Milhaud, Francis Poulenc, Germaine Tailleferre, 1921
- Mayerling, Franz Liszt, 1978
- Les Millions d'Arlequin, Riccardo Drigo, 1900
- Le Miroir magique, Arseni Korechtchenko, 1903
- Mort à Venise, Jean-Sébastien Bach et Richard Wagner, 2004
- La Mort du cygne, Camille Saint-Saëns, 1905

## N
- Nénuphar, Nikolai Krotkov, 1890
- The Night Shadow, Vittorio Rieti, 1946
- Nina ou la Folle par amour, Louis Persuis, 1813
- Les Noces, Igor Stravinsky, 1923
- Les Noces de Gamache, François-Charlemagne Lefebvre, 1801
- Notre-Dame de Paris, Maurice Jarre, 1965
- La Nuit et le Jour, Léon Minkus, 1883

## O
- L'Offrande à l'amour, Léon Minkus, 1886
- Ogelala, Erwin Schulhoff, 1925
- L'Oiseau de feu, Igor Stravinsky, 1910
- Orpheus, Igor Stravinsky, 1948

## P

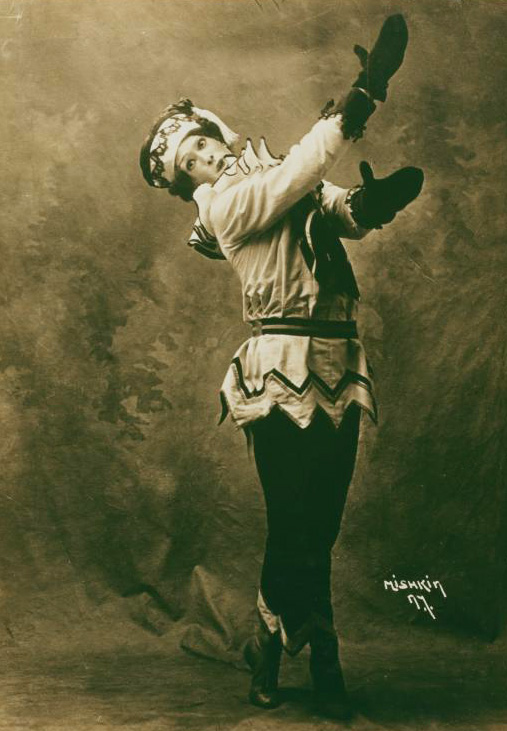
Vaslav Nijinski dans Petrouchka

- Le Page inconstant, Adalbert Gyrowetz, 1786
- Les Pages du duc de Vendôme, Adalbert Gyrowetz, 1820
- Le Papillon, Jacques Offenbach, 1860
- Pâquerette, François Benoist 1851
- Paquita, Léon Minkus, 1846
- Parade, Erik Satie, 1917
- Paris-Magie, Germaine Tailleferre, 1949
- Le Pas d'acier, Sergueï Prokofiev, 1927
- Le Pavillon d'Armide, Nicolas Tcherepnine, 1907
- Le Pavot rouge, Reinhold Glière, 1927
- La Péri, Friedrich Burgmüller, 1843
- La Péri, Paul Dukas 1912
- La Perle de Séville, Cesare Pugni, 1861
- Le Petit Cheval bossu, Cesare Pugni, 1864
- Les Petits Riens, Wolfgang Amadeus Mozart, 1778
- Petrouchka, Igor Stravinsky, 1911
- Les Pilules magiques, Léon Minkus, 1886
- Le Poisson doré, Léon Minkus, 1866
- Les Présages, Piotr Ilitch Tchaïkovski, 1933
- Le Prince de bois, Béla Bartók, 1917
- Pulcinella, Igor Stravinsky, 1920
- Pygmalion, ou La Statue de Chypre, Nikita Troubetskoï, 1883

## R
- Raymonda, Alexandre Glazounov, 1898
- Relâche, Erik Satie, 1924
- Le Réveil de Flore, Riccardo Drigo, 1894
- Le Roi Candaule, Cesare Pugni, 1868
- Roméo et Juliette, Sergueï Prokofiev, 1938
- La Rosière, 1854
- Roxana, la beauté du Monténégro, Léon Minkus, 1878

## S

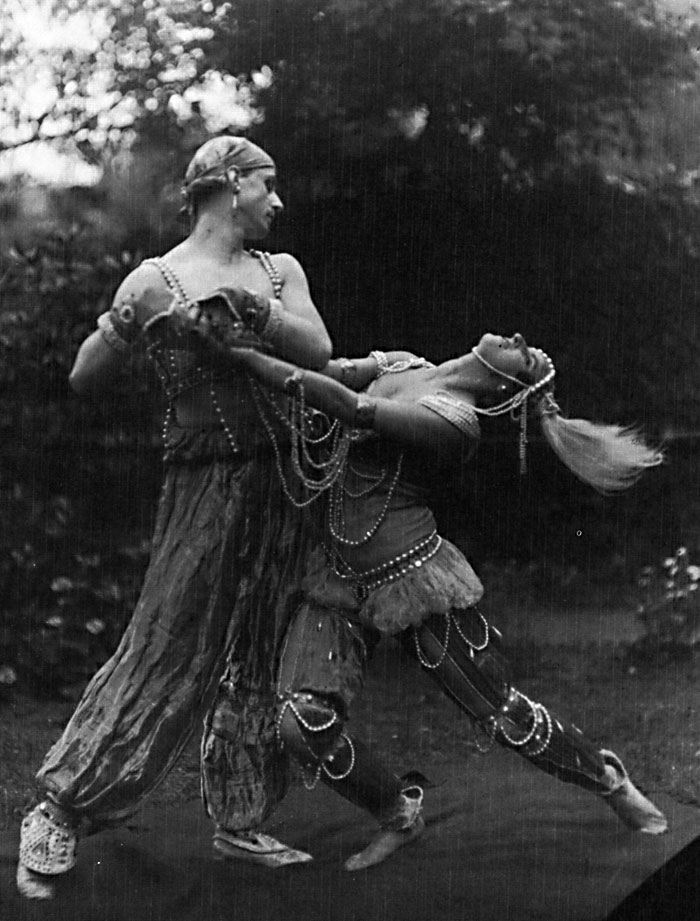
Michel Fokine et Vera Fokina dans Schéhérazade.

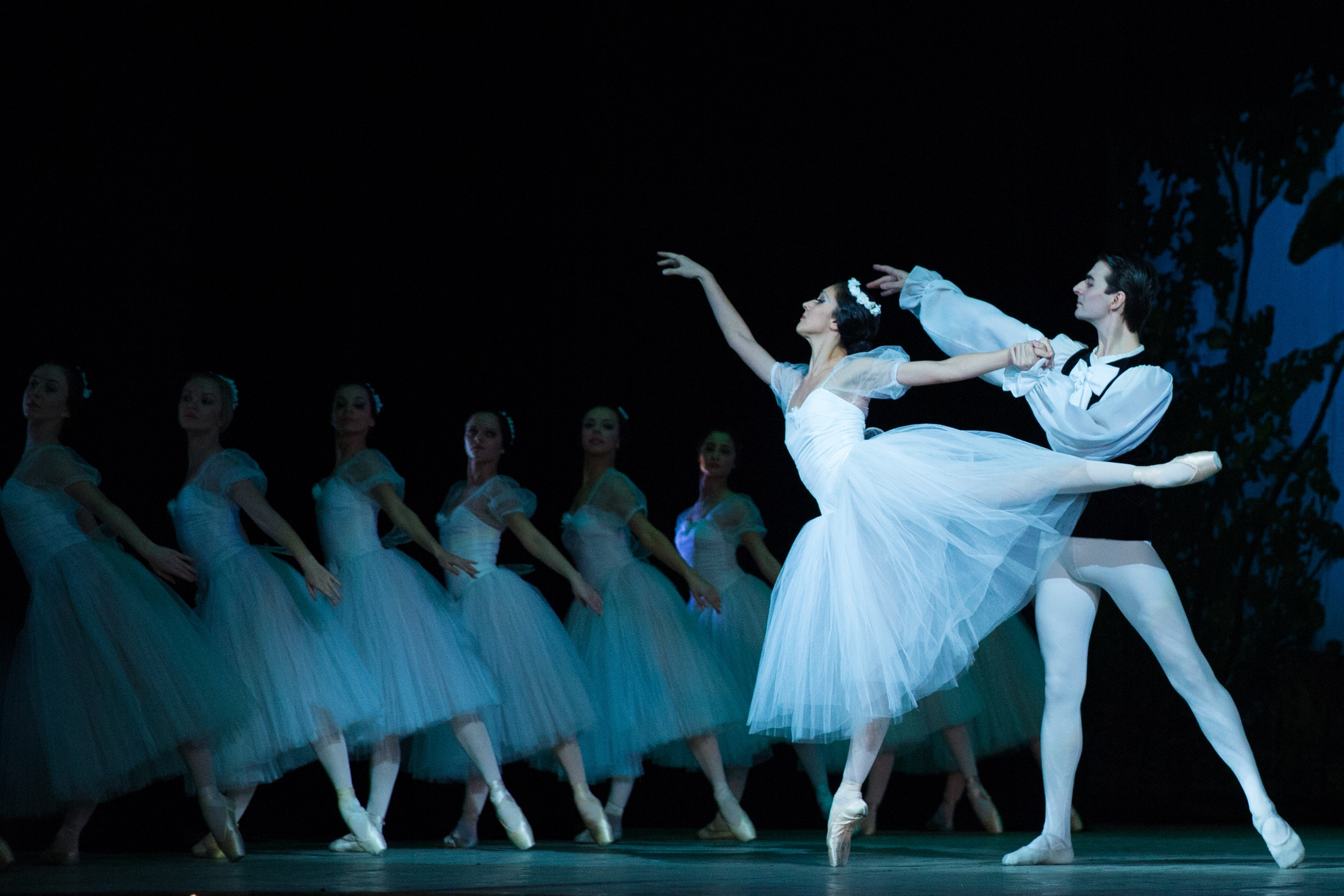
Les Sylphides

- Le Sacre du printemps, Igor Stravinsky, 1913
- Les Saisons, Alexandre Glazounov, 1900
- The Sanguine Fan, Edward Elgar, 1917
- Schéhérazade, Nikolaï Rimski-Korsakov, 1910
- Scènes de ballet, Igor Stravinsky, 1944
- La Somnambule, Ferdinand Hérold, 1828
- Le Songe d'une nuit d'été, Felix Mendelssohn, 1876
- La Source, Léo Delibes and Léon Minkus, 1866
- Spartacus, Aram Khatchatourian, 1956
- Le Spectre de la rose, Carl Maria von Weber, 1911
- Stella, Cesare Pugni, 1850
- Still Life at the Penguin Cafe, Simon Jeffes, 1988
- La Sylphide, Jean Schneitzhoeffer, 1832
- La Sylphide, Herman Severin Løvenskiold, 1836
- Les Sylphides, Frédéric Chopin, 1909
- Sylvia ou la Nymphe de Diane, Léo Delibes, 1876
- Symphony in C, Georges Bizet, 1947

## T
- La Table verte, Fritz Cohen, 1932
- Le Talisman, Riccardo Drigo, 1889
- La Tarentule, Casimir Gide, 1839
- La Tentation, Fromental Halévy, 1832
- Terpsichore
- Titania, Cesare Pugni, 1866
- Le Train bleu, Darius Milhaud, 1924
- Le Tricorne, Manuel de Falla, 1919
- Trilby, Iouli Gerber, 1870
- La Tulipe de Haarlem, Boris von Vietinghoff-Scheel, 1887

## V
- La Valse, Maurice Ravel, 1920
- Vaslaw, Jean-Sébastien Bach, 1979
- La Vestale, Gaspare Spontini, 1818; Mikhaïl Ivanov, 1888
- Le Violon du diable, Cesare Pugni, 1849
- La Vivandière, Cesare Pugni, 1844

## W
- Western Symphony, musiques folkloriques américaines, 1954
- Who Cares?, George Gershwin, 1970